# 阿部勉 (映画監督)
阿部 勉（あべ つとむ、1957年4月29日 - ）は、日本の映画監督。

## 人物
宮城県仙台市出身。宮城県仙台第一高等学校卒業。東北大学経済学部卒業。大学卒業後、松竹株式会社へ入社し、山田洋次などの助監督を務めながら、1999年、初の監督作品である「しあわせ家族計画」で第33回ヒューストン国際映画祭ファミリーチルドレン部門金賞を受賞。
監督業と並行して、松竹映像センターの代表取締役副社長を務める。2023年より日本映画制作適正化機構に移籍し審査部スタッフとして活動する。

## 作品
- しあわせ家族計画（1999年）
- 京都太秦物語（2010年）（山田洋次と共同監督名義）